# ۱۴۶۲ (میلادی)
۱۴۶۲ (میلادی) هزار و چهارصد و شصت و دومین سال تقویم میلادی است.

## زادگان
- ۲۷ ژوئن - لوئی دوازدهم، پادشاه فرانسه (م. ۱۵۱۵)

## درگذشتگان
- دای جین، نقاش چینی

‎